# Siegfried Fricke
Siegfried Fricke (* 19. November 1954 in Bralorne, British Columbia, Kanada) ist ein deutscher Politiker (CDU) und erfolgreicher Ruderer und Olympiateilnehmer. Er ist Oberstleutnant der Reserve.

## Leben und Beruf
Nach dem Abitur an der Goetheschule in Wetzlar ging er zur Bundeswehr. Diese verließ er als Oberstleutnant der Reserve. Anschließend absolvierte er ein Studium an der Verwaltungsfachhochschule des Landes Hessen in Frankfurt am Main. Er übte verschiedene Tätigkeiten im öffentlichen Dienst aus, unter anderem auch Bürgermeister der Stadt Königstein im Taunus und als hauptamtlicher Kreisbeigeordneter des Landkreises Gießen.
Fricke war erfolgreicher Leistungssportler: Als Ruderer der RG Wetzlar nahm er an den Olympischen Spielen 1976 in Montreal teil. Mit 18 Jahren holte er den ersten von drei Deutschen Meistertiteln seiner Karriere. 1976, mit 21 Jahren, wurde er im Vierer mit Steuermann Dritter der Olympischen Sommerspiele von Montreal.
Dafür wurde er mit dem Silbernen Lorbeerblatt ausgezeichnet.
1980 verhinderte der deutsche Olympiaboykott eine erneute Teilnahme Frickes an den olympischen Spielen.
Er ist verheiratet und hat zwei Kinder.

## Partei
Fricke ist Mitglied der CDU.

## Öffentliche Ämter
Fricke war zunächst im Personal- und Organisationsamt der Stadt Frankfurt am Main, dann für seine Heimatgemeinde Hüttenberg tätig. Anschließend war er 1. Stadtrat in Raunheim und Bürgermeister (2000–2006) in Königstein im Taunus. Von 2006 bis 2011 war er Hauptamtlicher Beigeordneter im Landkreis Gießen. Bei der Direktwahl zum Landrat im Landkreis Gießen am 7. Juni 2009 trat Fricke als CDU-Kandidat an. Er unterlag seiner Herausforderin Anita Schneider von der SPD.